# شورای دوم نیقیه
شورای دوم نیقیه آخرین شورا از هفت شورای سراسری نخست مسیحیت بود که به تأیید کلیسای ارتدکس شرقی و کلیسای کاتولیک رسیده بود. افزون بر این توسط کاتولیک‌های قدیم و دیگران نیز تأیید شد. پروتستانها نظرات گوناگونی نسبت به این شورا دارند.
شورا در سال ۷۸۷ میلادی در نیقیه (محل برگزاری شورای نخست نیقیه؛ اکنون ایزنیک در ترکیه) برگزار شد تا استفاده و تقدیس تمثالها را که در دوران لئون سوم بر پایه فرمان امپراتوری در روم شرقی موقوف شده بود، احیا کند. پسرش کنستانتین پنجم شورای هیریه را برگزار کرد تا توقیف را رسمی کند.

## زمینه

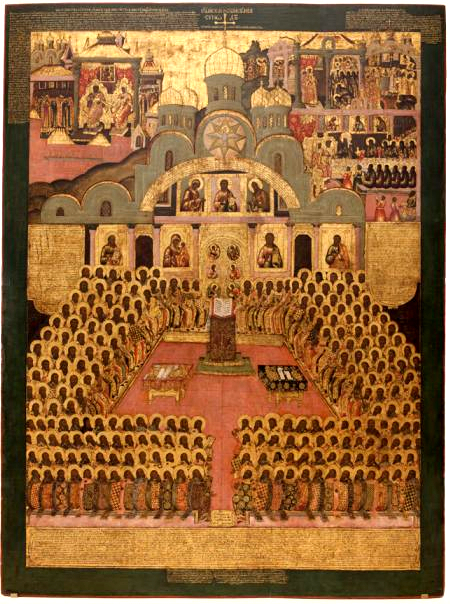
تمثال شورای سراسری هفتم (سده هفدهم، صومعه نوودویچی، مسکو)

کنستانتین پنجم تقدیس تمثال‌ها را ممنوع کرد و شورای هیریه که خود را هفتمین شورای سراسری می‌دانست، از این تصمیم حمایت کرد. تنها ۳۳ سال بعد، تصمیمات شورای هیریه در شورای دوم نیقیه لغو شد و از آن جایی که هیچ‌یک از پنج پاتریارک بزرگ در آن حضور نداشتند، توسط کلیساهای کاتولیک و ارتدکس رد شده‌است. اجبار شدید امپراتور به ممنوعیت شامل شکنجه کسانی بود که به‌طور کلی تمثال‌ها و راهبان را تقدیس می‌کردند. تصمیمات سیاسی نیز در این ممنوعیت دخیل بود. بنا به نظر کنستانتین، تصاویر امپراتوران همچنان مجاز بود و برخی مخالفان آن را تلاشی برای دادن قدرت بیشتر به امپراتور نسبت به قدیسان و اسقف‌ها می‌دانستند. لئوی چهارم پسر کنستانتین نیز مانند او تمایلات تمثال‌ستیزانه داشت. پس از مرگ زودهنگام لئو، همسرش ایرنه نایب السلطنه شد و به دلیل تمایلات شخصی و ملاحظات سیاسی بازگرداندن آن را آغاز کرد.
در سال ۷۸۴ تاراسیوس به جانشینی پل چهارم در منصب منشی امپراتور گمارده شد. او به این شرط پذیرفت که ارتباط با سایر کلیساها دوباره برقرار شود و تصاویر برگردانده شوند؛ ولی شورایی که ادعای سراسری بودن داشت، تقدیس تمثال‌ها را منسوخ کرده بود و برای بازگرداندن آن به شورای سراسری دیگری نیاز بود.
پاپ آدریان یکم به شرکت در شورا دعوت شد. او با خوشحالی پذیرفت و یک اسقف اعظم و یک راهب بزرگ را به عنوان نماینده خود فرستاد.
شورا در سال ۷۸۶ در کلیسای رسولان مقدس در قسطنطنیه برگزار شد؛ ولی سربازان که با مخالفان تبانی کرده بودند، وارد کلیسا شدند و جلسه را به هم زدند. از این رو حکومت به حیله‌ای متوسل شد. محافظان تمثال‌ستیز، به بهانه لشکرکشی، بدون سلاح و از هم گسیخته به بیرون پایتخت فرستاده شدند.
شورا دوباره فراخوانده شد و از آنجایی که قسطنطنیه هنوز قابل اعتماد نبود، این بار جلسه در نیقیه تشکیل شد. شورا در ۲۴ سپتامبر ۷۸۷ در کلیسای ایاصوفیه برگزار شد. ۳۵۰ نفر در شورا شرکت کردند که ۳۰۸ اسقف یا نمایندهٔ آنها امضا کردند. تاراسیوس ریاست جلسه را به عهده گرفت و هفت جلسه در نیقیه برگزار شد.

## شرح مذاکرات

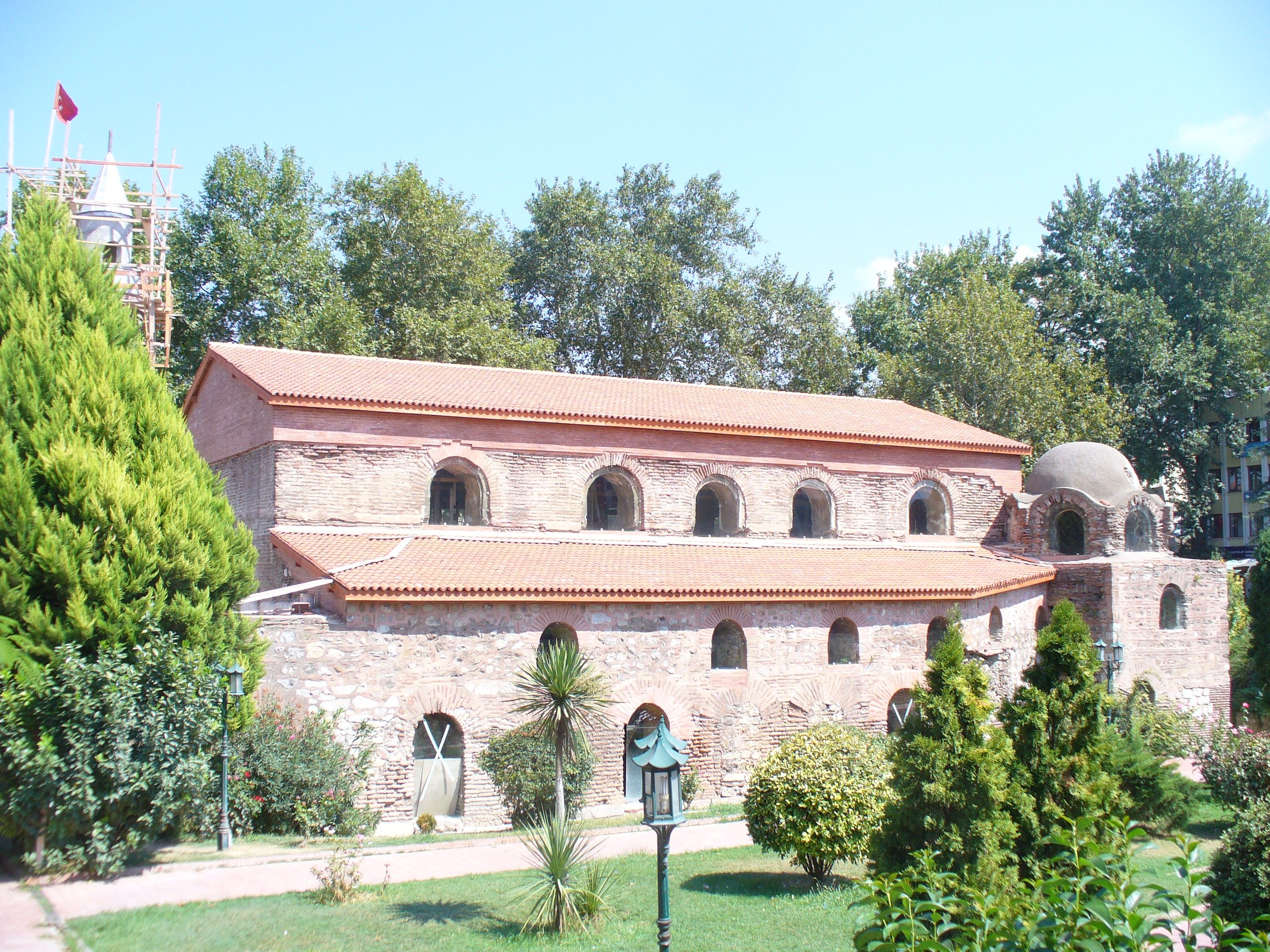
کلیسای ایاصوفیه در نیقیه محل برگزاری شورا، ایزنیک، ترکیه.

هفت جلسه از ۲۴ سپتامبر تا ۱۳ اکتبر در نیقیه تشکیل شد. در جلسه دوم نامه پاپ که درخواست توافق بر سر تقدیس تمثال‌ها را کرده بود، خوانده شد و مورد تأیید اسقفان قرار گرفت. در جلسه چهارم عباراتی از کتاب مقدس و گفته‌هایی از پدران کلیسا برای اثبات قانونی بودن تقدیس تمثال‌ها ارائه شد. در جلسه هفتم اعلامیه شورا دربارهٔ تقدیس تمثال‌ها صادر شد.
هشتمین جلسه در ۲۳ اکتبر در قسطنطنیه برگزار شد و ایرنه و پسرش سند را امضا کردند.
همچنین شورا فرمان داد که هر محراب باید محتوی یک یادگار باشد. این فرمان در قوانین نوین ارتدکس و کاتولیک نیز حفظ شد.

## پذیرش شورا توسط گروه‌های مسیحی مختلف
نمایندگان پاپ موافقت خود با برگرداندن تقدیس تمثال‌ها را بیان کردند. تاراسیوس صورتجلسه کامل مذاکرات شورا را برای پاپ آدریان یکم فرستاد و پاپ آن را ترجمه کرد. (بعدتر پاپ آناستازیوس سوم ترجمه‌ای بهتر را جایگزین آن کرد) روحانیون فرانک ابتدا در سینودی که در سال ۷۹۴ برگزار شد، شورا را رد کردند و شارلمانی در پاسخ، کتابی تقریر کرد که در آن، تعلیمات شورا و نیز تمثال‌ستیزان را رد کرد. نسخه‌ای از کتاب برای پاپ آدریان فرستاده شد. پاپ پاسخ داد و استدلال‌های فرانک‌ها را تکذیب کرد. پس از آن، کتاب تا زمان اصلاحات پروتستانی دوباره منتشر نشد و کلیسای کاتولیک شورا را به عنوان شورای سراسری هفتم پذیرفت.
کلیسای ارتدکس شرقی و کلیسای کاتولیک شرقی هر سال به مناسبت این شورا نخستین روز یکشنبهٔ روزه بزرگ و نیز نزدیکترین یکشنبه به ۱۱ اکتبر را به عنوان «یکشنبه پیروزی ارتدکس» جشن می‌گیرند. نخستین روز یادبود نقطهٔ اوج نبرد کلیسا با هرطقه و دومین روز، یادبود خود شورا است.
بسیاری از پروتستان‌ها به تبعیت از ژان کالون، قانون‌های شورا را به دلیل آنچه تبلیغ بت‌پرستی می‌دانند، رد می‌کنند. کالون تمایز میان تقدیس و پرستش را رد کرد و حتی استفاده تزئینی از تصاویر را محکوم کرد. او در کتاب مبادی دین مسیحیت به یک منبع تأثیرگذار کارولنژی ارجاع داد که واکنشی منفی به ترجمه لاتین ضعیفی از اسناد شورا بود. کالوین ظاهراً به دلیل ناآگاهی از استدلال‌های عذرخواهانه یوحنای دمشق و تئودور استودیوسی توجهی به آنها نکرد.